# Отдел убийств
«Отдел убийств» (англ. City Homicide) — австралийский детективный сериал в жанре «полицейская драма». В России был показан телеканалом «Fox Crime».

## Сюжет
Сюжет сериала разворачивается в Мельбурне. В отделе полиции, который занимается расследованиями убийств, работают несколько преданных своей профессии детективов. Работа постоянно влияет на их личную жизнь, а также на взаимоотношения друг с другом.

## Главные герои
Саймон Джойнер — детектив из отдела убийств. Болтлив, любит женское общество. Но он также большой добряк и всегда старается поступать как мужчина. У Саймона есть две младшие сестры, которые живут с мамой.
Данкан Фримэн — детектив из отдела убийств. Обладает харизмой. Ему свойственен шовинизм, некоторая горячность. Однако при этом он иногда бывает слишком сентиментален. Отличный друг и просто хороший парень.
Мэтт Райан — детектив из отдела убийств. Ради правды готов пойти на всё. Воспитан, вежлив, умен. Немного застенчив. Когда он был маленьким, его мать пропала без вести. Это событие наложило отпечаток на всю его жизнь.
Дженнифер Мэпплторп — единственная девушка среди детективов отдела убийств. Попала в отдел убийств случайно, раньше была детективом по экономическим преступлениям. Спокойна, умна, входит в положение каждого потерпевшего.
Уилтон Спаркс — детектив из отдела убийств.
Стэнли Вулф — начальник отдела убийств. Добр, мягкосердечен, предан своей работе. Он всегда находит выход из сложных ситуаций в которые постоянно попадают его подчиненные, которых он любит всей душой. Вулф женат, у него есть две дочери.
Берниз Уэверли — суперинтендент. Женщина со сложным характером. Однако всегда готова поддержать работников отдела убийств. Разведена, есть маленький сын.
Иногда работа отдела убийств пересекается с другими подразделениями полиции. Среди них — Терри Джарвис, детектив из отдела по борьбе с наркотиками, в прошлом занимавшийся расследованиями убийств. Джарвис циничен, саркастичен и порою кажется бесчувственным. Однако на самом деле он предан своей работе и всем сердцем переживает за своих коллег, хоть и тщательно это скрывает.

## Эпизоды
«Расследовать убийство человека самая большая честь и самый почетный долг для полицейского».
Сюжет телесериала обычно строится вокруг каждого эпизода, без сквозных историй на несколько эпизодов. В 2011 году был снят заключительный сезон телесериала, под названием «Наивысшая честь». В отличие от предыдущих сезонов он имеет собственное название и состоит всего из 6 эпизодов, которые взаимосвязаны между собой единым линейным сюжетом.

## Награды
Телесериал стал довольно популярен в Австралии и неоднократно номинировался на престижные премии в области телевидения, но не выиграл ни одну из них.